# Бречский заказник
Бречский заказник — ботанический заказник общегосударственного значения, расположенный на юге Корюковского района (Черниговская область, Украина). Площадь — 200 га. Код (государственный кадастровый номер) — 5ВЖ0000Ж0001. Находится под контролем коллективного сельскохозяйственного предприятия «Лесное».

## История
Был создан Указом Президента Украины от 20 августа 1996 года № 715/96 Про оголошення територій та об'єктів природно-заповідного фонду загальнодержавного значення.

## Описание
Бречский заказник расположен на территории лугового массива, окружённого лесом, в пойме Бреча (левый приток Снова) в Корюковском районе.
Ближайший населённый пункт — сёла Бречь и Лубенец Корюковского района Черниговской области Украины, город — Корюковка.

## Природа
В почвенном покрове преобладают торфяные и торфяно-болотные почвы, на повышенных участках — дерново-оглееные супесчаные и глинисто-песчаные.
В заказнике обнаружено 131 вид растений, среди которых ведущее место занимают представители гидромезофитного разнотравья. Луговая растительность представлена комплексом крупноосоковых и крупнозлаковых сообществ. Преобладающими формациями являются сообщества торфяных и болотных лугов (80 %). Настоящие луга занимают около 20 % территории.
Болотистые луга представлены сообществами, образованным осокой острой (Сагех acuta), осокою пупырчастой (С. vesicaria), лепешняком большим (Glyceria maxima), двукисточник тростниковидный (Phalaroides arundinacea).
Доминанты имеют проективное покрытие 85—95 %. Для этих ценозов (сообществ) характерная высокая частота наличия представителей гидрофитного разнотравья, которые имеют проективное покрытие до 2—3 %, прежде всего вербейник обычный (Lysimachia vulgaris), ирис болотный (Iris pseudacorus), дербенник иволистый (Lythrum salicaria), горичник болотный (Peucedanum palustre), подмаренник болотный (Galium palustre), мята водяная (Mentha aquatica), чистец болотный (Stachys palustris), калужница болотная (Caltha palustris), вероника длиннолистая (Veronica longifolia), девясил британский (Inula britannica), таволга (лабазник) вязолистая (Filipendula ulmaria). Обнаружены участки с присутствием сабельника болотного (Comarum palustre). На болотистых луках встречаются заболоченые участки с доминированием ивы пепельной (Salix cinerea) и камыша (Phragmites australis).
Торфяные луга представлены ценозами (сообществами) таких растений: вейник седеющий (Calamagrostis canescens), вейник незамечаемый (С. neglecta) и щучка дернистая (Deschampsia caespitosa). В кустарниковых сообществах постоянными компонентами травостоя являются полевица побегообразующая (Agrostis stoloniferd), ирис ложноаировый (Iris pseudacorus), подмаренник болотный (Galium palustre), вербейник обыкновенный (Lysimachia vulgaris), осока чёрная (Сагех nigra), мята полевая (Mentha arvensis), калужниця болотная (Caltha palustris), горицвет кукушкин (Coronaria floscuculi), лисохвост коленчатый (Alopecurus geniculatus).
В небольших по площади щучковых сообществах содоминируют мезофитные злаки — мятлик луговой (Poa pratensis), овсяница луговая (Festuca pratensis), а среди разнотравья встречаются также василёк луговой (Centaurea jacea), погремок малый (Rhinanthus minor), подорожник ланцетный (Plantago lanceolata), лютик ползучий (Ranunculus repens), лапчатка гусиная (Potentilla anserina), осока шершавая (Carex hind), подмаренник настоящий (Galium verum).
Настоящие луга представлены сообществами с доминированием полевица тонкая (Agrostis tenuis), душистый колосок обыкновенный (Anthoxanthum odoratum), гребенник обыкновенный (Cynosurus cristatus), овсянка луговая (Festuca pratensis), мятлик луговой (Poa pratensis). Наиболее распространённые асектаторы: люцерна хмелевидная (Medicago lupulina), погремок малый (Rhinanthus minor), клевер луговой (Trifolium pratense), клевер ползучий (Т. repens), горошек заборный (Vicia septum).